# Diocesi di Taua
La diocesi di Taua (in latino Dioecesis Tauitana) è una sede soppressa e sede titolare della Chiesa cattolica.

## Storia
Taua è un'antica sede episcopale della provincia romana dell'Egitto Primo nella diocesi civile d'Egitto, ed era suffraganea del patriarcato di Alessandria.
Alcuni autori hanno attribuito a questa sede il vescovo Tiberio, presente al concilio di Nicea del 325, e indicato come vescovo Thautités nelle fonti. Ernest Honigmann e Annick Martin, in base alle liste copte e siriache, hanno corretto il nome di questa sede in Tanités, ossia Tanis.
L'unico vescovo attribuito con certezza a quest'antica diocesi egiziana è Isacco, presente ai concili di Efeso del 431 e del 449, e al concilio di Calcedonia del 451.
A questa sede vengono assegnati altri due vescovi, Arpocrate e Atanasio, con le stesse indicazioni cronologiche, 458 e 459. Il primo fu vescovo di Tanis, il secondo di Setroe.
Dal 1933 Taua è annoverata tra le sedi vescovili titolari della Chiesa cattolica; la sede è vacante dal 29 novembre 1971.

## Cronotassi

### Vescovi residenti
- Isacco † (prima del 431 - dopo il 451)

### Vescovi titolari
- Raphaël Bayan, I.C.P.B. † (12 dicembre 1958 - 2 luglio 1960 succeduto eparca di Alessandria degli Armeni)
- Elias Coueter † (25 novembre 1960 - 29 novembre 1971 nominato eparca di Nostra Signora del Paradiso di San Paolo dei Melchiti)